# یواس‌اس دبلیو اف بابکاک (آی‌دی-۱۲۳۹)
یواس‌اس دبلیو اف بابکاک (آی‌دی-۱۲۳۹) (به انگلیسی: USS W. F. Babcock (ID-1239)) یک کشتی بود که طول آن ۲۴۰ فوت ۱۰ اینچ (۷۳٫۴۱ متر) بود. این کشتی در سال ۱۸۸۲ ساخته شد.